# Пижанское городское поселение
Пижанское городское поселение — упразднённое муниципальное образование в составе Пижанского района Кировской области России.
Центр — посёлок городского типа Пижанка.

## История
Пижанское городское поселение образовано 1 января 2006 года согласно Закону Кировской области от 07.12.2004 № 284-ЗО.
Законом Кировской области от 30 апреля 2009 года № 369-ЗО в состав поселения включены населённые пункты упразднённого Мари-Ошаевского сельского поселения.
К 2021 году упразднено в связи с преобразованием муниципального района в муниципальный округ.

## Население
| 2009  | 2010  | 2011  | 2012  | 2013  | 2014  | 2015  |
| ----- | ----- | ----- | ----- | ----- | ----- | ----- |
| 4020  | ↗5010 | ↘3885 | ↗4901 | ↘4799 | ↘4752 | ↘4717 |
| 2016  | 2017  | 2018  | 2019  | 2020  | 2021  |       |
| ↘4708 | ↗4709 | ↘4628 | ↘4549 | ↘4463 | ↘4383 |       |

## Состав городского поселения
В состав городского поселения входят 22 населённых пункта:
| №  | Населённый пункт | Тип населённого пункта      | Население |
| -- | ---------------- | --------------------------- | --------- |
| 1  | Артемейка        | деревня                     | 14        |
| 2  | Большая Пижанка  | деревня                     | 28        |
| 3  | Большое Копылово | деревня                     | 18        |
| 4  | Большой Кулянур  | деревня                     | 21        |
| 5  | Большой Яснур    | деревня                     | 107       |
| 6  | Кашнур           | деревня                     | 254       |
| 7  | Кичмашево        | деревня                     | 59        |
| 8  | Малая Пижанка    | деревня                     | 0         |
| 9  | Малый Кулянур    | деревня                     | 0         |
| 10 | Малый Яснур      | деревня                     | 0         |
| 11 | Мари-Ошаево      | деревня                     | 313       |
| 12 | Мельниково       | деревня                     | 53        |
| 13 | Мурытка          | деревня                     | 1         |
| 14 | Нижняя           | деревня                     | 99        |
| 15 | Новый Починок    | деревня                     | 27        |
| 16 | Пижанка          | пгт, административный центр | ↗3634     |
| 17 | Питибаево        | деревня                     | 2         |
| 18 | Семеево          | деревня                     | 63        |
| 19 | Тараканово       | деревня                     | 42        |
| 20 | Чернеево         | деревня                     | 8         |
| 21 | Чирки            | деревня                     | 9         |
| 22 | Ятманово         | деревня                     | 17        |

## Известные уроженцы
- Черепанов, Борис Янович (1921—2003) — генерал-майор авиации, кавалер 7-ми орденов Красного Знамени.